# Авинурме (посёлок)
А́винурме (эст. Avinurme) — посёлок в волости Муствеэ, на юго-западе уезда Ида-Вирумаа, Эстония. 
До административно-территориальной реформы 2017 года являлся административным центром одноимённой волости (упразднена).
Расположен на берегу реки Авийыги. В посёлке имеются детский сад, гимназия и библиотека.

## История
Впервые упоминается в 1599 году в материалах II польской ревизии как деревня Авинорма (нем. Awinorma), принадлежавшая имению Роэла. Здешние крестьяне «ввиду удалённости от имения и плохого сообщения через болото» вместо барщины платили оброк. С 1666 г. здесь находилось вспомогательное поместье имения Лайузе. К настоящему времени от построек мызы Авинурме практически ничего не сохранилось.
С давних пор посёлок и окружавшие его лесные деревни славились искусством деревообработки, процветавшей благодаря существовавшей там свободе лесозаготовок. Первое упоминание об авинурмеских бондарях относится к 1786 году. Изготовляемые в Авинурме бочки и лыжи продавались по всей Эстонии, а пастушьи рожки даже вывозились в Финляндию.
В 1801—1811 гг. в имении Авинурме жил юный Вильгельм Кюхельбекер.
С 1926 по 1971 гг. через посёлок проходила узкоколейная железная дорога.
В августе 1941 г. в ходе Великой Отечественной войны бо́льшая часть посёлка была разрушена. В память о сражении и о павших в нём в 2004 и 2009 гг. были установлены памятный камень и мемориал.

## Достопримечательности
- Лютеранская церковь, построенная в 1909 г..
- Развалины водяных мельниц Ансипа и Ууэталу.
- Поезд-музей на оставшемся от узкоколейки железнодорожном мосту.
- Каждое лето, начиная с 2000 года в Авинурме проводятся бочарные ярмарки, на которой предлагаются ремесленные деревянные изделия.
- «Центр жизненного уклада Авинурме» — центр культуры и отдыха, совмещающий также функции краеведческого музея; расположен в отреставрированном здании бывшего пастората, построенном в начале XX века. Открыт в 1999 г.. В Центре имеется мастерская рукоделия и постоянная экспозиция на тему деревообработки, включающая старые и современные деревообрабатывающие станки.